# كأس أوروبا لكرة السلة للسيدات
كأس أوروبا لكرة السلة للسيدات (بالإنجليزية: FIBA EuroCup Women)‏ هو دوري كرة سلة احترافي للسيدات في قارة أوروبا تأسس في سنة 2002 يلعب فيه 32 فريقا. يعتبر نادي دينامو موسكو لكرة السلة للسيدات الأكثر فوزا به برصيد 3 لقبا.